# مترو دنيبرو

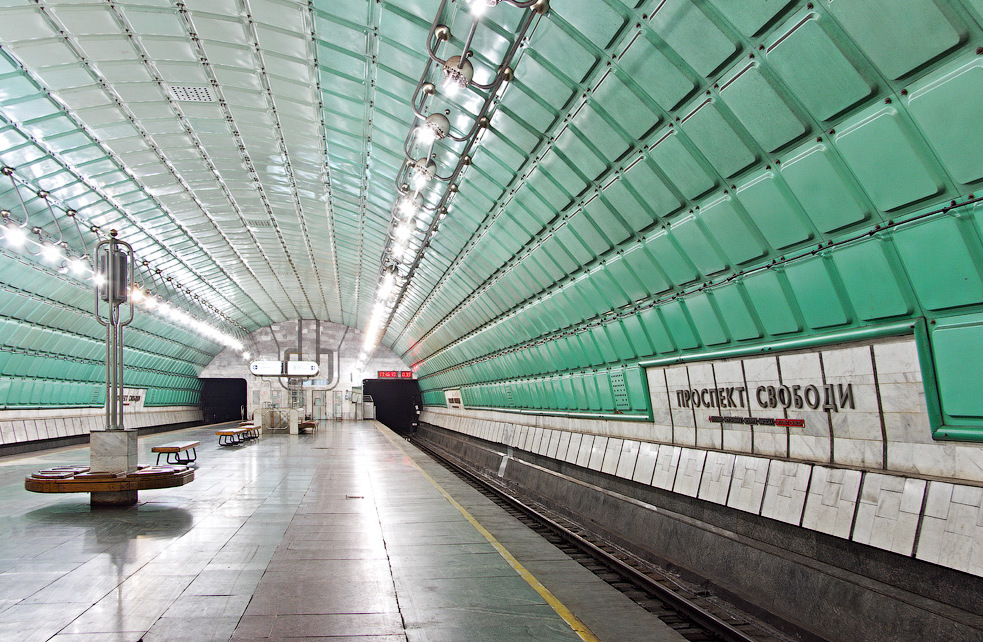
محطة داخل مترو دنيبرو.

مترو دنيبرو: (بالأوكرانية: Дніпровський метрополітен) هو نظام نقل سريع أحادي الخط يخدم مدينة دنيبرو ، رابع أكبر مدينة في أوكرانيا من حيث عدد السكان. هو المترو الرابع الذي تم إنشاؤه في أوكرانيا ، بعد أنظمة مترو كييف ومترو خاركيف وكريفيي ريه ، على التوالي ، حيث افتتح في 29 ديسمبر 1995. وهو المترو هو الخامس عشر الذي بني في جمهوريات الاتحاد السوفياتي السابق ، وأول من افتتح بعد انهيار الاتحاد السوفيتي عام 1991. يتكون مترو دنيبرو من خط واحد بطول 7.1 كيلومتر (4.4 ميل) و 6 محطات.
من المتوقع أن تؤدي خطط التوسع الحالية إلى زيادة عدد المحطات إلى تسع محطات بحلول سبتمبر 2021.